# Kumu
Kumu – muzeum sztuki w Tallinnie w Estonii, otwarte w 2006 roku, oddział Estońskiego Muzeum Sztuki.

## Historia
Idea budowy nowego gmachu muzeum sztuki w Tallinnie pojawiła się w dwudziestoleciu międzywojennym, po uzyskaniu przez Estonię niepodległości; w 1933 i w 1937 roku zorganizowano konkursy na projekt budynku muzeum. Realizację projektu przerwała II wojna światowa, a następnie niesprzyjająca takim inwestycjom okupacja sowiecka, która trwała do 1991 roku. 
Nowy konkurs na projekt siedziby muzeum zorganizowano w latach 1993–1994, wygrała praca Pekki Vapaavuoriego. Teren, który planowano przeznaczyć pod budowę był częściowo własnością prywatną i stał na nim stary drewniany dom, którego właściciel i mieszkaniec nie zamierzał sprzedać. Wobec takiego stanu rzeczy zmieniono lokalizację muzeum. W 1999 roku została podpisana umowa z architektem, a budowa gmachu muzeum rozpoczęto w 2002 roku. Konkurs na nazwę muzeum rozstrzygnięto w 2004 roku, wygrała nazwa Kumu, która została utworzona od pierwszych sylab estońskiej nazwy instytucji – Kunsti Muuseum, ponadto kumu po estońsku oznacza plotkę. Budynek okazał się najbardziej kosztownym gmachem użyteczności publicznej w historii Estonii – jego budowa kosztowała około 55 mln euro. Muzeum otwarto dla zwiedzających w lutym 2006 roku, jest jednym z pięciu oddziałów Estońskiego Muzeum Sztuki. Dyrektorką muzeum jest Kadi Polli (stan na 2023 rok). W 2008 roku muzeum zostało wybrane Europejskim Muzeum Roku.

## Budynek
Gmach muzeum znajduje się na wzgórzu Lasnaberg w parku Kadriorg; działka ma powierzchnię 36 206 m². Budynek ma 7 kondygnacji, z czego 2 techniczne. Elewacje wykonano ze szkła, stali i wapienia.
Kubatura gmachu wynosi 123 200 m³. Powierzchnia użytkowa wynosi 23 900 m², z czego przestrzeń wystawiennicza zajmuje 5 000 m². W budynku znajduje się m.in. centrum edukacyjne, aula, biblioteka, archiwa, laboratoria renowacyjne i fotograficzne, warsztaty oraz biura.
Plac przed muzeum również może być wykorzystywany do organizacji wystaw lub stanowić przestrzeń kinową dla widzów, gdyż na elewacji budynku muzeum można wyświetlać filmy.

## Zbiory
Muzeum prezentuje trzy ekspozycje stałe oraz od 8 do 10 ekspozycji czasowych rocznie. Ekspozycje stałe to: Identiteedimaastikud (dzieła sztuki estońskiej od początku XVIII wieku do końca II wojny światowej, takich artystów jak np. Karin Luts, Konrad Mägi, Otto Zoege von Manteuffel) oraz Konfliktid ja kohandumised (sztuka estońska od końca II wojny światowej do odzyskania niepodległości, takich artystów jak np. Ilmar Malin, Viktor Karrus, Toomas Vint) i Tulevik on tunni aja pärast (sztuka estońska w latach 90. XX wieku, m.in. prace Raoula Kurvitza). Wystawy czasowe były poświęcone m.in. twórczości Michela Sittowa (2018 rok – blisko 65 tys. zwiedzających), Tommy’ego Casha i Ricka Owensa (2019 rok), Lembita Sarapuu (2022 rok).

## Galeria

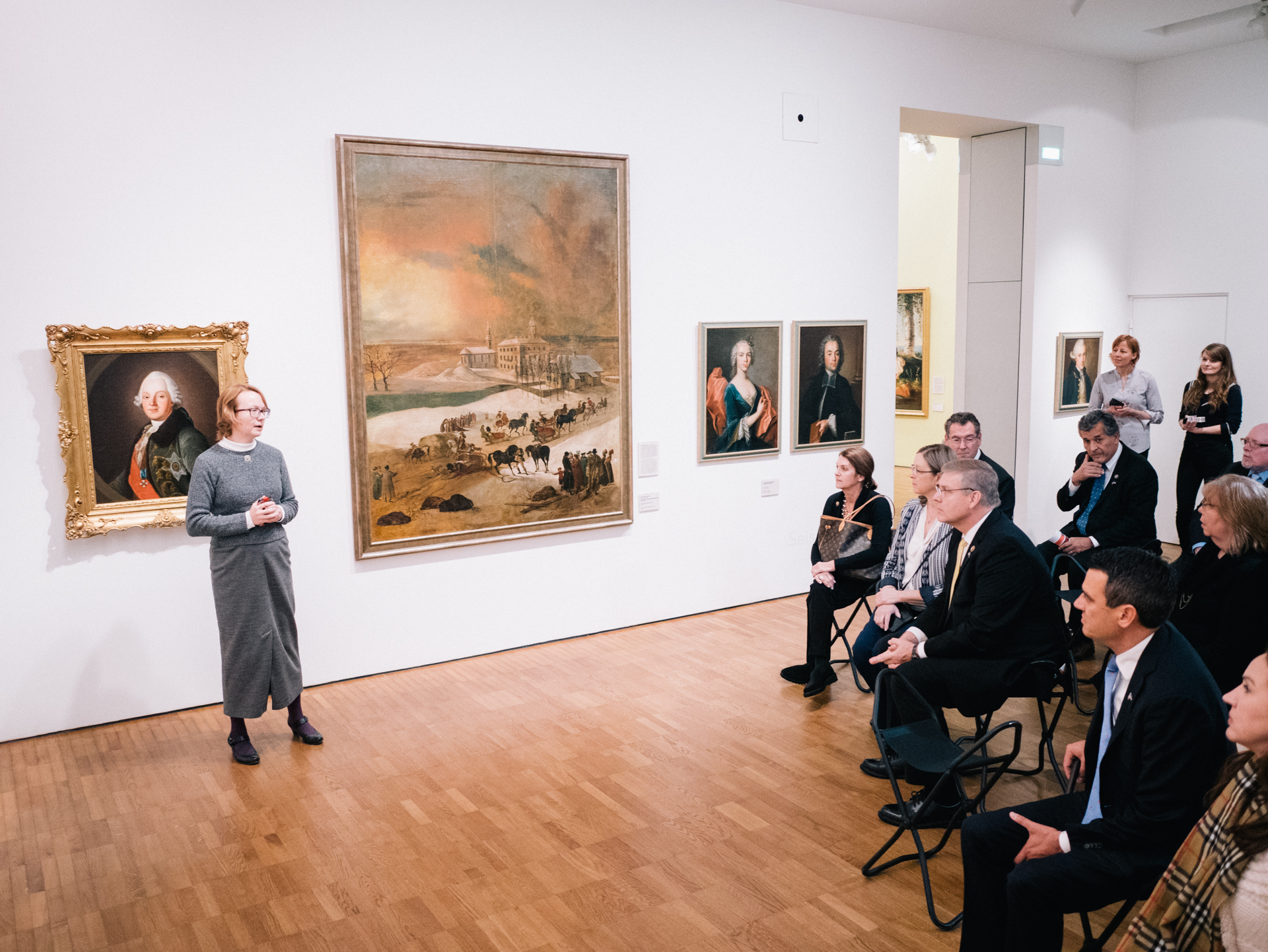
Wystawa malarstwa (2017)
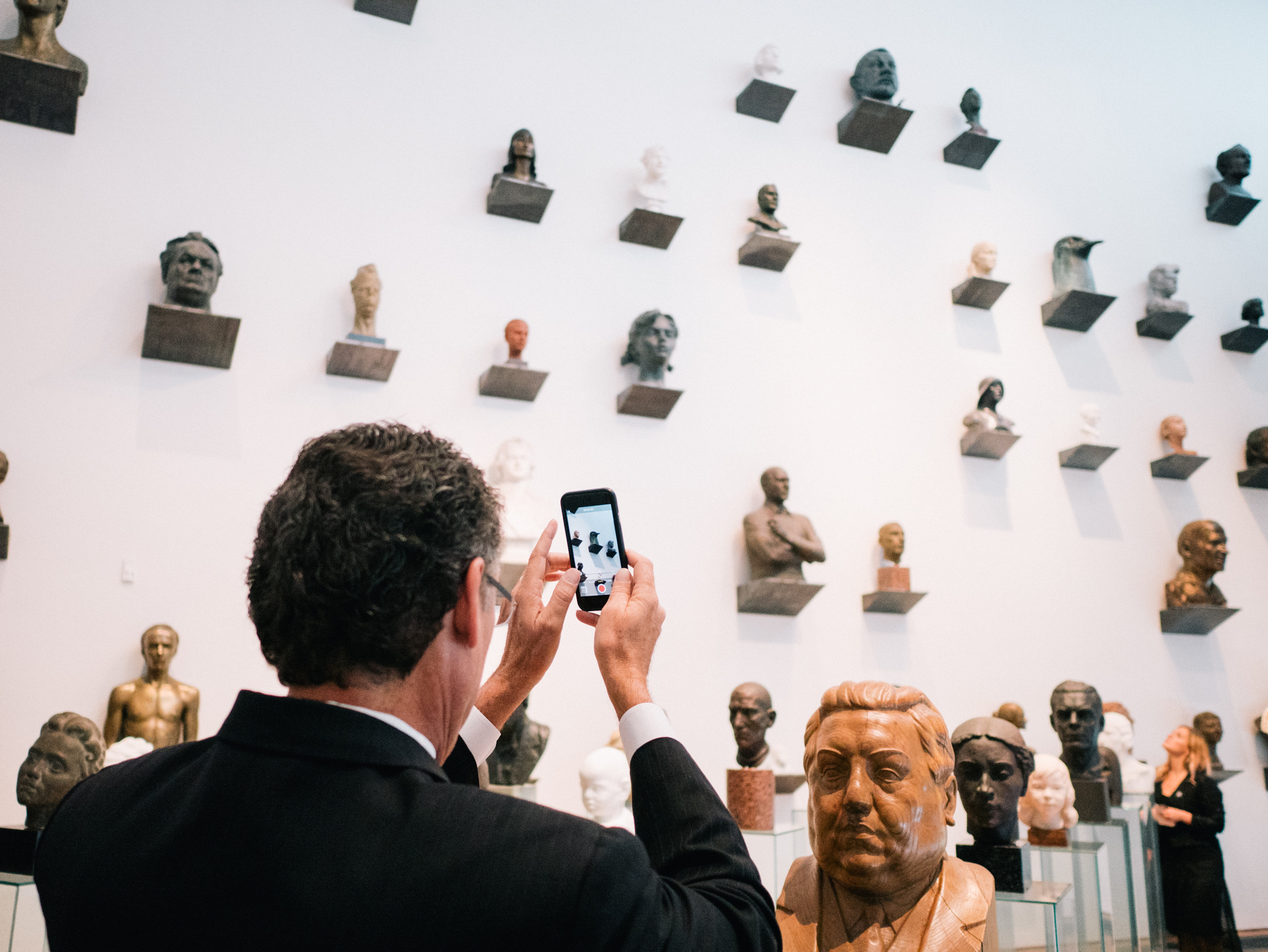
Wystawa rzeźb (2017)